# Evert Farsnäs
John Gustav Evert Farsnäs (ursprungligen Svensson), född 19 juli 1919 i Öxabäck, Älvsborgs län, död 28 mars 2014, var en svensk målare och keramiker. Han tog sig namnet Farsnäs 1955.
Han var son till snickaren Johan Albin Svensson och Emilia Gustavsson och från 1956 gift med Svea Margareta Oskarsson. Farsnäs studerade vid Konstgalleriets målarskola i Borås 1945–1946 och vid Karl Anjous keramikverkstad i Skene 1946–1948. Han medverkade i samlingsutställningar med Borås och Sjuhäradsbygdens konstförenings höstsalonger 1948–1952. Farsnäs har beskrivits som en kolorist med ett intimt genremåleri där motiven huvudsakligen består av stilleben och landskapsskildringar samt mindre keramikföremål. Efter 1952 var han huvudsakligen verksam som keramiker.  